# 400 meter för herrar i friidrott vid olympiska sommarspelen 1992
400 meter för herrar vid olympiska sommarspelen 1992 i Barcelona avgjordes 1-5 augusti. 

## Medaljörer
| Gren      | Guld               | Guld       | Silver            | Silver | Brons                | Brons |
| 400 meter | Quincy Watts · USA | 43,50 (OR) | Steve Lewis · USA | 44,21  | Samson Kitur · Kenya | 44,24 |

## Resultat
- Q innebär avancemang utifrån placering i heatet.
- q innebär avancemang utifrån total placering.
- DNS innebär att personen inte startade.
- DNF innebär att personen inte fullföljde.
- DQ innebär diskvalificering.
- NR innebär nationellt rekord.
- OR innebär olympiskt rekord.
- WR innebär världsrekord.
- WJR innebär världsrekord för juniorer
- AR innebär världsdelsrekord (area record)
- PB innebär personligt rekord.
- SB innebär säsongsbästa.

### Final
- Hölls 5 augusti 1992

| Placering | Final                       | Tid        |
| --------- | --------------------------- | ---------- |
|           | Quincy Watts (USA)          | 43,50 (OR) |
|           | Steve Lewis (USA)           | 44,21      |
|           | Samson Kitur (KEN)          | 44,24      |
| 4.        | Ian Morris (TRI)            | 44,25      |
| 5.        | Roberto Hernández (CUB)     | 44,52      |
| 6.        | David Grindley (GBR)        | 44,75      |
| 7.        | Ibrahim Ismail Muftah (QAT) | 45,10      |
| 8.        | Susumu Takano (JPN)         | 45,18      |

### Semifinaler
| Placering | Heat 1                      | Tid   |
| --------- | --------------------------- | ----- |
| 1.        | Steve Lewis (USA)           | 44,50 |
| 2.        | Roberto Hernández (CUB)     | 44.72 |
| 3.        | Ibrahim Ismail Muftah (QAT) | 45.01 |
| 4.        | Susumu Takano (JPN)         | 45.09 |
| 5.        | Sunday Bada (NGR)           | 45.36 |
| 6.        | Troy Douglas (BER)          | 45.59 |
| 7.        | Simon Kemboi (KEN)          | 45.93 |
| —         | Derek Redmond (GBR)         | DNF   |

| Placering | Heat 2                 | Tid        |
| --------- | ---------------------- | ---------- |
| 1.        | Quincy Watts (USA)     | 43,71 (OR) |
| 2.        | Samson Kitur (KEN)     | 44.18      |
| 3.        | Ian Morris (TRI)       | 44.21      |
| 4.        | David Grindley (GBR)   | 44.47      |
| 5.        | Roger Black (GBR)      | 44.72      |
| 6.        | Benyounes Lahlou (MAR) | 45.49      |
| 7.        | Bobang Phiri (RSA)     | 45.59      |
| 8.        | Danny Everett (USA)    | 56.61      |

### Kvartsfinaler
| Placering | Heat 1                 | Tid   |
| --------- | ---------------------- | ----- |
| 1.        | Samson Kitur (KEN)     | 44,66 |
| 2.        | Quincy Watts (USA)     | 45.06 |
| 3.        | Bobang Phiri (RSA)     | 45.27 |
| 4.        | Benyounes Lahlou (MAR) | 45.38 |
| 5.        | Sidney Telles (BRA)    | 45.55 |
| 6.        | Rico Lieder (GER)      | 45.86 |
| 7.        | Francis Ogola (UGA)    | 46.21 |
| 8.        | Dennis Blake (JAM)     | 46.49 |

| Placering | Heat 2               | Tid   |
| --------- | -------------------- | ----- |
| 1.        | Derek Redmond (GBR)  | 45,02 |
| 2.        | Susumu Takano (JPN)  | 45.27 |
| 3.        | Troy Douglas (BER)   | 45.67 |
| 4.        | Danny Everett (USA)  | 45.76 |
| 5.        | David Kitur (KEN)    | 46.25 |
| 6.        | Edielson Rocha (BRA) | 46.34 |
| 7.        | Alvin Daniel (TRI)   | 46.44 |
| 8.        | Tamás Molnár (HUN)   | 46.80 |

| Placering | Heat 3                      | Tid   |
| --------- | --------------------------- | ----- |
| 1.        | Ian Morris (TRI)            | 44,78 |
| 2.        | David Grindley (GBR)        | 44.91 |
| 3.        | Ibrahim Ismail Muftah (QAT) | 45.18 |
| 4.        | Sunday Bada (NGR)           | 45.34 |
| 5.        | Devon Morris (JAM)          | 45.67 |
| 6.        | Cayetano Cornet (ESP)       | 46.27 |
| —         | Solomon Amegatcher (GHA)    | DNF   |
| —         | Cephas Lemba (ZAM)          | DNF   |

| Placering | Heat 4                   | Tid   |
| --------- | ------------------------ | ----- |
| 1.        | Steve Lewis (USA)        | 44,54 |
| 2.        | Roberto Hernández (CUB)  | 44.84 |
| 3.        | Roger Black (GBR)        | 45.28 |
| 4.        | Simon Kemboi (KEN)       | 45.40 |
| 5.        | Thomas Schönlebe (GER)   | 45.46 |
| 6.        | Slobodan Branković (IOP) | 45.90 |
| 7.        | Andrea Nuti (ITA)        | 45.96 |
| 8.        | Mark Garner (AUS)        | 46.85 |

### Försöksheat
| Placering | Heat 1                   | Tid   |
| --------- | ------------------------ | ----- |
| 1.        | Derek Redmond (GBR)      | 45,03 |
| 2.        | Roberto Hernández (CUB)  | 45.07 |
| 3.        | Solomon Amegatcher (GHA) | 45.42 |
| 4.        | Dennis Blake (JAM)       | 45.92 |
| 5.        | Aktawat Sakoolchan (THA) | 46.78 |
| 6.        | Ali Faudet (CHA)         | 47.10 |
| 7.        | Jaime Rodrigues (MOZ)    | 48.89 |

| Placering | Heat 2                   | Tid   |
| --------- | ------------------------ | ----- |
| 1.        | Troy Douglas (BER)       | 46,02 |
| 2.        | Alvin Daniel (TRI)       | 46.09 |
| 3.        | Thomas Schönlebe (GER)   | 46.26 |
| 4.        | Seibert Straughn (BAR)   | 46.54 |
| 5.        | Delon Felix (GRN)        | 47.39 |
| 6.        | Mohamed Al-Malky (OMA)   | 48.00 |
| 7.        | Randolph Foster (CRC)    | 48.80 |
| 8.        | Vanxay Sinebandith (LAO) | 51.71 |

| Placering | Heat 3                | Tid        |
| --------- | --------------------- | ---------- |
| 1.        | Quincy Watts (USA)    | 45,38      |
| 2.        | Bobang Phiri (RSA)    | 45.57      |
| 3.        | Rico Lieder (GER)     | 45.86      |
| 4.        | Francis Ogola (UGA)   | 45.87      |
| 5.        | Edilson Tenório (BRA) | 46.31      |
| 6.        | Kossi Akoto (TOG)     | 46.97      |
| 7.        | Martial Biquet (CAF)  | 47.82 (NR) |

| Placering | Heat 4                   | Tid   |
| --------- | ------------------------ | ----- |
| 1.        | Simon Kemboi (KEN)       | 45,84 |
| 2.        | Slobodan Branković (IOP) | 46.34 |
| 3.        | Devon Morris (JAM)       | 46.45 |
| 4.        | Patrick Delice (TRI)     | 46.58 |
| 5.        | Subul Babo (PNG)         | 47.17 |
| 6.        | Médard Makanga (CGO)     | 48.17 |
| 7.        | Kenmore Hughes (ANT)     | 48.56 |
| 8.        | Mohamed Amir (MDV)       | 50.35 |

| Placering | Heat 5                  | Tid   |
| --------- | ----------------------- | ----- |
| 1.        | Danny Everett (USA)     | 45,68 |
| 2.        | David Grindley (GBR)    | 45.79 |
| 3.        | Andrea Nuti (ITA)       | 46.12 |
| 4.        | Innocent Egbunike (NGR) | 46.51 |
| 5.        | Dmitrij Kosov (EUN)     | 47.28 |
| 6.        | Joseph Adam (SEY)       | 47.68 |
| 7.        | Baptiste Firiam (VAN)   | 48.98 |
| 8.        | Eulogio Ngache (GEQ)    | 50.83 |

| Placering | Heat 6                | Tid   |
| --------- | --------------------- | ----- |
| 1.        | Samson Kitur (KEN)    | 45,41 |
| 2.        | Susumu Takano (JPN)   | 45.96 |
| 3.        | Tamás Molnár (HUN)    | 46.21 |
| 4.        | Anthony Wallace (JAM) | 46.88 |
| 5.        | Camera Ntereke (BOT)  | 47.32 |
| 6.        | Michael Joseph (BIZ)  | 50.90 |
| —         | Desai Wynter (ISV)    | DNF   |
| —         | Lamin Marikong (GAM)  | DQ    |

| Placering | Heat 7                    | Tid   |
| --------- | ------------------------- | ----- |
| 1.        | Ian Morris (TRI)          | 45,65 |
| 2.        | Benyounes Lahlou (MAR)    | 45.73 |
| 3.        | David Kitur (KEN)         | 46.22 |
| 4.        | Mark Garner (AUS)         | 46.26 |
| 5.        | Apisai Driu Baibai (FIJ)  | 47.81 |
| 6.        | Henry Mohoanyane (LES)    | 48.39 |
| 7.        | Mohamed Mehdi Hasan (BAN) | 48.62 |

| Placering | Heat 8                | Tid   |
| --------- | --------------------- | ----- |
| 1.        | Steve Lewis (USA)     | 45,14 |
| 2.        | Sunday Bada (NGR)     | 45.38 |
| 3.        | Sidnei de Souza (BRA) | 45.92 |
| 4.        | Cayetano Cornet (ESP) | 46.13 |
| 5.        | Tim Hesse (GHA)       | 46.67 |
| 6.        | Michael McLean (CAN)  | 47.75 |
| 7.        | Samba Fall (MTN)      | 50.91 |

| Placering | Heat 9                         | Tid   |
| --------- | ------------------------------ | ----- |
| 1.        | Ibrahim Ismail Muftah (QAT)    | 45,21 |
| 2.        | Roger Black (GBR)              | 45.94 |
| 3.        | Cephas Lemba (ZAM)             | 45.94 |
| 4.        | Marco Vaccari (ITA)            | 46.37 |
| 5.        | Takahiro Watanabe (JPN)        | 46.45 |
| 6.        | Foday Sillah (SLE)             | 47.00 |
| 7.        | João Francisco Capindica (ANG) | 47.44 |
| 8.        | Stephen Lugor (SUD)            | 48.94 |